# Керол Пелетьє
Керол, пізніше розкрита як Керол Пелетьє — вигаданий персонаж із серії коміксів Ходячі мерці, та однойменного телесеріалу, де її грає Мелісса Мак-Брайд. У третьому випуску першого тому коміксу «Days Gone Bye» і третьому епізоді першого сезону телесеріалу Керол представлена як лагідна домогосподарка та мати Софії в таборі виживання в Атланті, штат Джорджія. Виконавчий продюсер Скотт М. Ґімпл описав її роль у телесеріалі як «подорож героя», оскільки вона прийняла багато важких рішень, щоб вижити.
Спрямованість її характеру контрастує між двома засобами. У серії коміксів Керол — 25-річна домогосподарка, яка демонструє невротичну, егоцентричну та наївну поведінку. Протягом арки вона стає все більш нестабільною, аж до самознищення, і зрештою вчиняє самогубство. У телевізійному шоу вона показана суворою, прагматичною та співчутливою особистістю, яка поступово нарощує внутрішню силу, стає набагато здібнішою та емоційно стабільнішою, ніж її колега з коміксів. Жорстоке поводження, яке вона зазнала від свого чоловіка, було явно показано в телесеріалі, тоді як на це натякали в коміксах. Крім того, Керол і Тайріз мають короткі романтичні стосунки в коміксах, перш ніж вони розлучаються, і Керол вчиняє самогубство.
У телевізійному серіалі Керол евакуює свій дім разом зі своїм жорстоким чоловіком Едом і донькою Софією в надії знайти безпечне місце в Атланті, де вони приєднуються до табору тих, хто вижив. Після смерті чоловіка та доньки Керол зав'язує тісні стосунки з Дерілом Діксоном, який вижив у таборі. Після розпаду в'язниці вона стає прийомною матір'ю Ліззі та Міки Семюелс. Трійця зустрічається з Тайрізом, і Керол рятує решту групи Ріка від канібалів на Термінусі. Після прибуття в Александрійську безпечну зону Керол стає одним із її ключових захисників і намагається зав'язати стосунки з мешканцем на ім'я Тобін, але швидко розуміє, що Тобін — лише пов'язка для її болю. Вона починає відчувати провину перед тими, кого вбила, і починає суїцидувати, поки її не врятує Морган і не приведе до Королівства на чолі з королем Ізекіїлем. Зрештою вона виходить заміж за Ізекіїля та всиновлює молодого мешканця Королівства на ім'я Генрі.
Спочатку Макбрайд була постійним актором, але на початку другого сезону був підвищений до регулярного серіалу, а роль персонажа значно зросла з четвертого сезону. Макбрайд став другим за підсумками трьох останніх епізодів десятого сезону. Починаючи з фіналу третього сезону, Керол є однією з останніх тих, хто вижив разом із Ріком і Дерілом. Вона також є найдовшим жіночим персонажем у серіалі та єдиним жіночим персонажем, який з'являвся в кожному сезоні. Керол і Деріл — єдині персонажі, які з'явилися в серіалі з першого сезону.
Гра Макбрайд у ролі Керол отримала схвалення телевізійних коментаторів, а деякі критики назвали Керол найкращим персонажем серіалу. У вересні 2020 року було оголошено, що Макбрайд і Норман Рідус (Деріл) виступлять хедлайнерами власного додаткового серіалу, прем'єра якого запланована на 2023 рік. Однак Макбрайд покинула проект ще до початку зйомок.